# Elixir (Britse band)
Elixir is een Britse heavy metalband, opgericht door Steve Bentley, Kevin Dobbs, Nigel Dobbs en Phil Denton in november 1983. Ze zijn opmerkelijk omdat ze worden geassocieerd met de nieuwe golf van Britse heavy metal-bewegingen.

## Bezetting
Laatste bezetting
- Paul Taylor
- Phil Denton
- Norman Gordon
- Kevin Dobbs
- Nigel Dobbs

Voormalige leden
- Steve Bentley
- Sally Pike
- Mark White
- Clive Burr
- Stevie Hughes
- Leon Lawson

## Geschiedenis
De band hield zich de eerste keer bezig met het schrijven van materiaal en repetities. Na korte nummers als Purgatory en Hellfire besloten de leden uiteindelijk de band Elixir te noemen. Volgens de biografie op de website van de band werd de naam gekozen, doordat Steve Bentley zijn ogen sloot en willekeurig zijn vinger op een woord in een woordenboek legde. Elixir voegde zangeres Sally Pike toe, maar na het opnemen van een demo met vier nummers en het samen spelen van twee optredens, verliet ze de band tegen het einde van het jaar. In 1984 werd Pike vervangen door Paul Taylor en later datzelfde jaar vervoegde gitarist Norman Gordon zich bij de band om de vacante plek te vullen die was achtergelaten door Steve Bentley, die vertrok nadat Elixir hun tweede demo-tape had voltooid. In 1985 bracht Elixir hun debuutsingle Treachery (Ride like the Wind)/Winds of Time uit. Deze single is beoordeeld door Ronnie James Dio in Kerrang! (nr. 99), en kreeg de duimen omhoog.
In 1986 nam de band hun eerste album The Son of Odin op. In #137 (november 2005) van het tijdschrift Terrorizer werd het album opgenomen in de top 20 van powermetal-albums aller tijden, naast Painkiller van Judas Priest, Keeper of the Seven Keys Part II van Helloween en King of the Dead van Cirith Ungol. Elixir nam hun tweede album Sovereign Remedy op in 1988 met Mark White op de bas en voormalig Iron Maiden-drummer Clive Burr. Stevie Hughes verving Burr voor de live verplichtingen van de band tot 1989. Aan het einde van het jaar stopte Phil Denton met de band en werd hij vervangen door Leon Lawson voor verschillende liveshows, voordat de band van de weg kwam. Hun tweede album werd in 1990 door het label Sonic uitgebracht als Lethal Potion. In 2004 werd het album opnieuw uitgebracht als Sovereign Remedy bij het TPL-label, zoals het oorspronkelijk bedoeld was, met alle nummers, de originele mix en nieuw artwork.
In 2001 keerde de band terug naar de bezetting van Paul Taylor, Phil Denton, Norman Gordon, Kevin Dobbs en Nigel Dobbs en nam in 2003 hun derde album The Idol op, dat bestond uit materiaal dat de band in de jaren 1980 had geschreven. Met toenemende populariteit toerde de band door verschillende landen, zoals Griekenland, Duitsland en de Verenigde Staten. Elixir nam in 2006 hun vierde album Mindcreeper op, dat werd uitgebracht door Majestic Rock. Elixir bracht hun laatste album All Hallows Eve uit op 31 oktober 2010 bij hun eigen CTR-label. Tussen 2006 en 2012 organiseerde Elixir zes edities van het British Steel Festival, die bij elk evenement op de affiche verschenen. Vanaf 2008 werd het festival gehouden in de Camden Underworld. Elixir stopte in 2012, met leden Paul Taylor en Phil Denton om de metal/rock band Midnight Messiah te formeren. Clive Burr overleed een jaar later door complicaties als gevolg van MS.

## Discografie

### Studioalbums
- 1986: The Son of Odin
- 1990: Lethal Potion
- 2003: The Idol
- 2006: Mindcreeper
- 2010: All Hallows Eve

### Livealbums
- 2006: Elixir Live

### Singles
- 1985: Treachery
- 2006: Knocking on the Gates of Hell

### Alternatieve versies
- 2004: Sovereign Remedy